# Gabbalalu, Bangalore South
Gabbalalu là một làng thuộc tehsil Bangalore South, huyện Bangalore Urban, bang Karnataka, Ấn Độ.